# Leopold I van Lippe
Frederik Willem Leopold I (Detmold, 2 december 1767 – aldaar, 4 april 1802), was graaf van Lippe-Detmold (1782-1789) en vorst van Lippe (1789-1802). Hij was een zoon van graaf Simon August van Lippe-Detmold en diens tweede vrouw Maria Leopoldina van Anhalt-Dessau.
In 1782 volgt hij zijn vader op als graaf van Lippe-Detmold. In 1789 betaalt hij voor de adelsbrief die door keizer Karel VI aan zijn grootvader Simon Hendrik Adolf was verleend en waarmee hij in de rijksvorstenstand werd verheven. Vanaf nu was hij dus de eerste juridische vorst van Lippe.
Op 2 januari 1796 huwde Leopold te Ballenstedt met prinses Paulina van Anhalt-Bernburg (Ballenstedt, 23 februari 1769 – Detmold, 29 december 1820), dochter van vorst Frederik Albrecht van Anhalt-Bernburg. Met haar kreeg hij drie kinderen:
- Paul Alexander Leopold (1796 – 1851), vorst van Lippe 1802-1851
- Frederik (Detmold 8 december 1797 – Lemgo 20 oktober 1854)
- dochter (Detmold 17 juli – aldaar 18 juli 1800)